# Jakob van Hoddis
Jakob van Hoddis, Berlim, 16 de maio de 1887 - Sobibor, atual Polônia 1942, foi o pseudônimo do poeta chamado Davidsohn Hans, um participante do Expressionismo alemão, autor de Weltende (O Fim do Mundo), de 1911, considerado o primeiro poema inscrito neste movimento. De origem judaica, morreu em um campo de extermínio nazista em 1942.
É considerado um precursor do Surrealismo, tendo textos incluídos na Antologia de humor negro surrealista, publicada por André Breton.